# Sentmenat
Sentmenat település Spanyolországban, Barcelona tartományban. Lakosainak száma 9553 fő (2024).

## Földrajza
Sentmenat Sant Llorenç Savall, Caldes de Montbui, Palau-solità i Plegamans, Polinyà, Sabadell és Castellar del Vallès községekkel határos.

## Népesség
A település lakosságának változását az alábbi diagram mutatja:
| Lakosok száma | 663  | 1585 | 1791 | 1987 | 3963 | 6628 | 7870 | 8645 | 9078 | 9553 |
|               | 1717 | 1887 | 1936 | 1960 | 1986 | 2004 | 2009 | 2014 | 2019 | 2024 |